# Geomantis larvoides
Geomantis larvoides — один з двох видів дрібних богомолів з середземноморського роду Geomantis. Поширений у південній Європі та Північній Африці. Невеликий безкрилий богомол, що зустрічається у сухій трав'янистій рослинності.

## Опис
Тіло богомола вохристого кольору. Передньоспинка видовжена, більше ніж у 2 рази довша за власну ширину. Очі кулясті, слабко виступають над поверхнею голови. Передні ноги мармурово-брунатні, передні тазики з дрібними шипиками. Краї черевця паралельні, сегменти більші в ширину аніж завдовжки, несуть поздовжні килі.
Довжина тіла самиці 2-2,5 см, самці трохи дрібніші — 1,8-2,2 см.

## Спосіб життя
Богомоли мешкають переважно на поверхні ґрунту, в сухій траві. У північно-східній Греції займають верхівки приморських дюн, у Іспанії поширені переважно на сухих кам'янистих ґрунтах, на узбережжі.
Відмічено полювання на цих богомолів паразитичних ос-крабронідів Tachysphex costae. Також показано паразитування на них тромбідієвих кліщів (Prostigmata) виду Eutrombidium robauxi.

## Ареал
Вперше описаний в Іспанії, зустрічається в Португалії, на півдні Франції, в Італії, Хорватії, Албанії, Греції, Туреччині, Марокко. Присутність виду в Алжирі викликає сумніви.
Цього богомола нерідко плутають з личинками богомолів роду Ameles, а тому він лишається малодослідженим. Зокрема дослідження 2018 року виявило велику популяцію Geomantis larvoides у Лігурії на півночі Італії, звідки не було жодної згадки з 1954 року. Натомість знахідок виду на Корсиці на початку XXI століття не виявлено, попри згадки у літературі середини XX століття